# Ixcatla, José Joaquín de Herrera
Ixcatla är en ort i Mexiko.   Den ligger i kommunen José Joaquín de Herrera och delstaten Guerrero, i den sydöstra delen av landet, 220 km söder om huvudstaden Mexico City. Ixcatla ligger 1 495 meter över havet och antalet invånare är 1 382.
Terrängen runt Ixcatla är huvudsakligen kuperad, men söderut är den bergig. Runt Ixcatla är det ganska glesbefolkat, med 43 invånare per kvadratkilometer. Närmaste större samhälle är Acatepec, 14,4 km sydost om Ixcatla. I omgivningarna runt Ixcatla växer huvudsakligen savannskog.